# ميلتون أفيري
ميلتون أفيري (بالإنجليزية: Milton Avery)‏ هو رسام أمريكي، ولد في 7 مارس 1885 في ألتمار في الولايات المتحدة، وتوفي في 3 يناير 1965 في نيويورك في الولايات المتحدة.

## وصلات خارجية
- ميلتون أفيري على موقع الموسوعة البريطانية (الإنجليزية)